# Eleição municipal de Mogi das Cruzes em 2012
A eleição municipal de Mogi das Cruzes em 2012 aconteceu em 7 de outubro de 2012 para eleger um prefeito, um vice-prefeito e 17 vereadores no município de Mogi das Cruzes, no Estado de São Paulo, no Brasil. O prefeito eleito foi  Marco Bertaiolli (PSD), foi reeleito neste domingo (7) com 80% dos votos válidos, sendo vitorioso logo no primeiro turno em disputa com três adversários, contra 29.232 votos do segundo colocado, Marco Soares, do PT, o que corresponde a 13,97% dos votos válidos. Na sequência, ficaram os candidatos Fernando Muniz (PPS), com 2,41% e Mario Berti, do PCB, com 1,42%...O vice prefeito foi Jose Antonio Cuco Pereirado PSDB. O pleito em  foi parte das eleições municipais nas unidades federativas do Brasil. Mogi das Cruzes foi um dos 490 municípios vencidos pelo PSD; no Brasil, há 5.570 cidades.A disputa para as  vagas na Câmara Municipal de Mogi das Cruzes envolveu a participação de 443 candidatos. O candidato mais bem votado foi o vereador Juliano Abe, que obteve 5.923 votos (2,82% dos votos válidos).

## Antecedentes
Na eleição municipal de 2008, Marco Aurélio Bertaiolli, do DEM, derrotou o candidato do PSD  Luiz Carlos Gondim Teixeira  no primeiro turno. Esse pleito foi marcado pelo  candidato mais bem votado no primeiro turno eleitoral.O candidato do DEM foi eleito com 53,24% dos votos válidos, em 2008. Antes de vencer a eleição para prefeito,Marco Aurelio Bertaiolli trabalhou como administrador de empresas. comerciante, empresário do setor educacional, analista de sistema e publicitário, nos últimos anos se especializou também na área de motivação empresarial, através da realização de palestras.

## Eleitorado
Na eleição de 2012 estiveram aptos a votar 234610 mogianos dos 64% da população da cidade.

## Candidatos
Foram seis candidatos à prefeitura em 2012 Marco Bertaiolli do PSD, Marco Soares do PT, Fernado Muniz do PPS, Mario Berti do PCB, Jorge Paz do PSOL, Edgar Passos do PSTU
| Candidato(a)     | Vice              | Partido | Coligação |
| ---------------- | ----------------- | ------- | --- |
| Marco Bertaiolli | Cuco Pereira      | PSD     | "Mogi de Todos Nós" (PRB / PP / PDT / PMDB / PSL / PTN / PSC / PR / DEM / PSDC / PHS / PTC / PSB / PV / PSDB / PSD / PCdoB / PTdoB) |
| Marco Soares     | Gilberto Moro     | PT      | "Construindo o Futuro da nossa Mogi"- (PT / PTB / PRP / PPL)                                                                        |
| Fernando Muniz   | Aldenor França    | PPS     | "Mogi de Mãos Limpas" - (PPS / PRTB / PMN)                                                                                          |
| Mario Berti      | Daniela           | PCB     | (PCB) |
| Jorge Paz        | Vicentina Martins | PSOL    | (PSOL) |
| Edgar Passos     | Cassia Fernanda   | PSTU    | (PSTU) |

## Campanha
A eleição pela prefeitura de Mogi das Cruzes, até o início de julho, caminhava para uma polarização entre o atual prefeito e o deputado estadual Luiz Carlos Gondim Teixeira (PPS).
Mas o candidato do PPS causou surpresa no eleitorado ao desistir da candidatura alegando falta de apoio interno. À época, pesquisa Ibope trazia  Gondim Teixeira com 28% das intenções de voto, contra 52% de Bertaiolli. O substituto do PSD, o advogado Fernando Muniz, não conseguiu absorver as intenções de voto do seu antecessor, e nunca superou os 2% nas pesquisas seguintes. Bertaiolli, por outro lado, decolou com a desistência do principal adversário. Apareceu com 69% das intenções de voto em nova pesquisa realizada no mês de agosto. Saltou para 72% em setembro e 75% na última pesquisa Ibope divulgada em outubro.

## Pesquisas
Faltando seis dias para as eleições municipais em todo o Brasil, o atual Prefeito de Mogi das Cruzes Marco Bertaiolli (PSD) segue líder isolado na disputa pela prefeitura, com 75% das intenções de voto, três pontos percentuais acima do observado na última pesquisa de intenção de voto realizada no município paulista há dez dias. O resultado é da terceira pesquisa para prefeito realizada pela parceria IBOPE Inteligência/TV Diário de Mogi, entre os dias 28 e 30 de setembro.
Dentre os demais candidatos, Marcos Soares (PT) obtém 9% de intenção de voto, Fernando Muniz (PPS) aparece com 2%, enquanto Jorge Paz (PSOL), Mario Berti (PCB) e Edgar Passos (PSTU) ficam com 1%, cada. A proporção de eleitores que declaram intenção de votar branco ou nulo oscila três pontos percentuais para menos em relação à última rodada, realizada há dez dias (10%) e agora é de 7%, enquanto a parcela de indecisos soma 4%, três pontos percentuais abaixo do observado anteriormente.

## Resultados
No dia 7 de outubro de 2012 o prefeito Marco Bertaiolle do PSD foi reeleito com 80,82% dos votos válidos
| Data de realização          | Data de divulgação    | Instituto | Número de registro no TRE | Contratante                      | Entrevistados | Margem de erro | Candidato              | Candidato         | Candidato            | Candidato         | Não sabe/ Não respondeu | Brancos e nulos |
| Data de realização          | Data de divulgação    | Instituto | Número de registro no TRE | Contratante                      | Entrevistados | Margem de erro | Marco Bertaiolli (PSD) | MARCO SOARES (PT) | FERNANDO MUNIZ (PPS) | MARIO BERTI (PCB) | Não sabe/ Não respondeu | Brancos e nulos |
| --------------------------- | --------------------- | --------- | ------------------------- | -------------------------------- | ------------- | -------------- | ---------------------- | ----------------- | -------------------- | ----------------- | ----------------------- | --------------- |
| 28 e 30 de setembro DE 2016 | 01 de Outubro de 2012 | Ibope     | SP-01423/2012             | TV Diário, afiliada da TV Globo. | 504           | ± 4%           | 75%                    | 9%                | 3%                   | 1%                | 4%                      | 7%              |

| Candidato(a)           | Vice                                | 1º Turno 7 de outubro de 2012 | 1º Turno 7 de outubro de 2012 |
| Candidato(a)           | Vice                                | Votação                       | Votação                       |
|                        |                                     | Total                         | Porcentagem                   |
| ---------------------- | ----------------------------------- | ----------------------------- | ----------------------------- |
| Marco Bertaiolli (PSD) | José Antonio Cuco Pereira (PSDB)    | 169.124                       | 80,82%                        |
| Marco Soares (PT)      | João Gilberto Moro (PT)             | 29.232                        | 13,97%                        |
| Fernando Muniz (PSD)   | José Aldenor de França (PSD)        | 5.033                         | 2,41%                         |
| Mario Berti (PCB)      | Daniela Silva de Oliveira (PCB)     | 2.971                         | 1,42%                         |
| Jorge Paz (PSOL)       | Vicentina Martins dos Santos (PSOL) | 2.056                         | 0,98%                         |
| Edgar Passos (PSTU)    | Cássia Fernanda da Silva (PSTU)     | 848                           | 0,41%                         |
| Total de votos válidos | Total de votos válidos              | 209.264                       | 89,20%                        |
| Votos em branco        | Votos em branco                     | 10.571                        | 4,51%                         |
| Votos nulos            | Votos nulos                         | 14.775                        | 6,30%                         |
| Total                  | Total                               | 278.275                       | 100%                          |
| Abstenções             | Abstenções                          | 43.665                        | 15,69%                        |
| Votos apurados         | Votos apurados                      | 234.610                       | 100%                          |
| Total de eleitores     | Total de eleitores                  | 278.275                       | 100%                          |

## Vereador
Dos 419 veradores que disputaram a eleição em Mogi das Cruzes apenas 23 atingiram votação expressiva para se eleger,sendo as siglas mais votadas quatro pelo PSD, cinco pelo PR, o vereador mais votado foi Juliano Abe do PSD com 5923 votos,
| Resultado da eleição para a Câmara Municipal de Mogi das Cruzes em 2012 por candidato | Resultado da eleição para a Câmara Municipal de Mogi das Cruzes em 2012 por candidato | Resultado da eleição para a Câmara Municipal de Mogi das Cruzes em 2012 por candidato | Resultado da eleição para a Câmara Municipal de Mogi das Cruzes em 2012 por candidato | Resultado da eleição para a Câmara Municipal de Mogi das Cruzes em 2012 por candidato | Resultado da eleição para a Câmara Municipal de Mogi das Cruzes em 2012 por candidato |
| Candidato                                                                             | Número                                                                                | Partido                                                                               | Votos                                                                                 | Porcentagem                                                                           |                                                                                       |
| ------------------------------------------------------------------------------------- | ------------------------------------------------------------------------------------- | ------------------------------------------------------------------------------------- | ------------------------------------------------------------------------------------- | ------------------------------------------------------------------------------------- | ------------------------------------------------------------------------------------- |
| Juliano Abe                                                                           | 55555                                                                                 | PSD                                                                                   | 5923                                                                                  | 2,82%                                                                                 |                                                                                       |
| Karina do adote Já                                                                    | 65789                                                                                 | PCdoB                                                                                 | 5011                                                                                  | 2,38%                                                                                 |                                                                                       |
| Chico Bezerra                                                                         | 40123                                                                                 | PSB                                                                                   | 4136                                                                                  | 1,97%                                                                                 |                                                                                       |
| Mauro Araujo                                                                          | 15999                                                                                 | PMDB                                                                                  | 3705                                                                                  | 1,76%                                                                                 |                                                                                       |
| Clodoaldo do PT                                                                       | 13500                                                                                 | PT                                                                                    | 3360                                                                                  | 1,74%                                                                                 |                                                                                       |
| Antonio Lino                                                                          | 55055                                                                                 | PSD                                                                                   | 3587                                                                                  | 1,71%                                                                                 |                                                                                       |
| Sadao Sakai                                                                           | 22555                                                                                 | PR                                                                                    | 3351                                                                                  | 1,59%                                                                                 |                                                                                       |
| Pastor Carlos Evaristo                                                                | 55655                                                                                 | PSD                                                                                   | 3293                                                                                  | 1,57%                                                                                 |                                                                                       |
| Dr Claudio Miake                                                                      | 45123                                                                                 | PSDB                                                                                  | 3181                                                                                  | 1,51%                                                                                 |                                                                                       |
| Emerson do posto de saúde                                                             | 22369                                                                                 | PR                                                                                    | 3.169                                                                                 | 1,51%                                                                                 |                                                                                       |
| Taubate                                                                               | 15123                                                                                 | PMDB                                                                                  | 2896                                                                                  | 1,38%                                                                                 |                                                                                       |
| Dr Vera Rainho                                                                        | 22456                                                                                 | PR                                                                                    | 2.860                                                                                 | 1,36%                                                                                 |                                                                                       |
| Odete                                                                                 | 22789                                                                                 | PR                                                                                    | 2823                                                                                  | 1,34%                                                                                 |                                                                                       |
| Bibo                                                                                  | 22610                                                                                 | 22610                                                                                 | 2.778                                                                                 | 1,32%                                                                                 |                                                                                       |
| Protassio Nogueira                                                                    | 55123                                                                                 | PSD                                                                                   | 2.719                                                                                 | 1,29%                                                                                 |                                                                                       |
| Pedro Komura                                                                          | 45645                                                                                 | PSDB                                                                                  | 2.689                                                                                 | 1,28%                                                                                 |                                                                                       |
| Idigues                                                                               | 13800                                                                                 | PT                                                                                    | 2.392                                                                                 | 1,14%                                                                                 |                                                                                       |
| Olimpio                                                                               | 20651                                                                                 | PSC                                                                                   | 2.382                                                                                 | 1,13%                                                                                 |                                                                                       |
| Dr Carlos Lucareski                                                                   | 23456                                                                                 | PPS                                                                                   | 2.152                                                                                 | 1,02%                                                                                 |                                                                                       |
| Pastor Roberto de Jesus                                                               | 10000                                                                                 | PRB                                                                                   | 2.086                                                                                 | 0,99%                                                                                 |                                                                                       |
| Jean Lopes                                                                            | 65123                                                                                 | PSDB                                                                                  | 2.016                                                                                 | 0,96%                                                                                 |                                                                                       |
| Marcos Furlan                                                                         | 43210                                                                                 | PV                                                                                    | 1.653                                                                                 | 0,79%                                                                                 |                                                                                       |
| Caio Cunha                                                                            | 43777                                                                                 | PV                                                                                    | 1.619                                                                                 | 0,77%                                                                                 |                                                                                       |

| Votos nominais  | Votos nominais  | 195.918 | 92,51% |
| Votos válidos   | Votos válidos   | 211.774 | 90,27% |
| Votos nulos     | Votos nulos     | 8.877   | 3,78%% |
| Votos em branco | Votos em branco | 13.959  | 5,95%  |
| Total           | Total           | 278.275 | 100%   |
| --------------- | --------------- | ------- | ------ |

## Analise
O atual prefeito de Mogi das Cruzes Marco Bertaiolli do PSD foi reeleito no domingo (7) com ampla maioria de votos cerca de 80,82% o candidato obteve 169.124 de votos do pleito e não houve 2 turno, biografia de Bertaiolli publicitário de 44 anos disputou sua primeira eleição aos 23 anos em 1992 vencendo e assumindo a presidência da Associação Comercial de Mogi das Cruzes, ocupando o cargo por mais de quatro vezes e também ocupou a vice presidência da Federação das Associações Comerciais do Estado de São Paulo. Na vida pública foi secretário municipal da indústria e Comercio de Mogi das Cruzes de 1995 e 1996,foi eleito vereador em 1996 foi reeleito em 2000  e em 2004 resolve entrar na disputa pela prefeitura como vice de Jungi Abe, na época Bertaiolli ainda fazia parte do extinto PFL hoje DEM, dois anos depois foi eleito deputado estadual e no meio do mandato resolve disputar a eleição para prefeitura de Mogi das Cruzes e em 2008 é eleito com maioria neste pleito.